# Evelyne Kraft
Évelyne Kraft, née le 22 septembre 1951 à Zurich, et morte le 13 janvier 2009, est une actrice suisse.

## Biographie
Née le 22 septembre 1951 à Zurich, Evelyne Kraft commence sa carrière d'actrice en 1972 dans le giallo Meurtre dans la 17e avenue. Elle continue sa carrière à la télévision allemande, dans la série Der Kommissar ou des shows comiques comme Klimbim.
Evelyne revient au cinéma au milieu des années 1970 dans deux films de la série Superbug, inspirés par La Coccinelle des studios Disney : Ein Käfer für Extratour, où elle interprète une mécanicienne, puis Das verrückteste Auto der Welt, dans le rôle d'une nonne.
Elle décroche ensuite un contrat de deux films avec le studio Shaw Brothers en 1977 et part pour Hong Kong. Dans le premier, intitulé Les Anges de la Mort, elle interprète la patronne des trois héroïnes. Puis elle tourne Le Colosse de Hong Kong, où elle interprète une rescapée d'un crash aérien recueillie par un singe géant.
En 1981, on la retrouve dans Téhéran 43 où elle joue, aux côtés de Curd Jürgens, le rôle d'une secrétaire terroriste.
De retour en Europe, elle tournera 3 autres films avant de quitter le monde du cinéma. Mariée à l'héritier d'une énorme société d'immobilier, elle se consacre à sa famille et fonde sa propre société spécialisée dans le bois de construction en 1995, principalement au Nigeria, tout en y luttant contre la pauvreté.
Elle décède le 13 janvier 2009 d'une crise cardiaque.

## Filmographie
- 1981 - Téhéran 43
- 1979 - Le Crépuscule des faux dieux / L'aube des faux dieux (L'alba dei falsi dei)
- 1978 - Lady Dracula
- 1977 - Arrête ton char... bidasse !
- 1977 - Le Colosse de Hong Kong (Xing xing wang)
- 1977 - Les Anges de la mort (Qiao tan nu jiao wa)
- 1975 - Das verrückteste Auto der Welt
- 1973 - Ein Käfer auf Extratour
- 1972 : Meurtre dans la 17e avenue (Casa d'appuntamento) de Ferdinando Merighi